# Parvathy Omanakuttan
Parvathy Omanakuttan (പാർവ്വതി ഓമനക്കുട്ടൻ) (Changanassery, 20 dicembre 1987) è una modella indiana, incoronata Femina Miss India World 2008.

## Biografia
Nel dicembre 2007 la modella aveva vinto la prima edizione del concorso di bellezza Pantaloons Femina Miss India South 2008, che le aveva dato l'opportunità di accedere direttamente alle finali di Pantaloons Femina Miss India. In precedenza aveva già vinto numerosi altri titoli locali come "Miss Malayali 2005", "Malayali Manka 2005", "Navy Queen (Southern Naval Command, Cochin) 2006", "Miss SVKM (Sarva Vidyalaya Kelvani Mandal, Mumbai) 2006", "Lions Club Dreamgirl 2007" e "Navy Queen (Vizag) 2007".
Omanakuttan ha quindi rappresentato l'India alla cinquantottesima edizione di Miss Mondo, dove si è classificata al secondo posto per il titolo di Miss Mondo Top Model e fra le prime cinque per il titolo di Beach Beauty. Alla fine la rappresentante indiana si è classificata al secondo posto, dietro soltanto alla russa Ksenia Sukhinova.
Ha in seguito intrapreso la carriera di attrice, debuttando del film di Bollywood United Six diretto da Vishal Aryan Singh. in seguito ha recitato in Madan Kolli di Major Ravi, nel quale ha interpretato il doppio ruolo di una poliziotta e di una vampira. Nel 2010 è apparsa nel film Uma Maheshwaram.